# Limnichus subnotatus
Limnichus subnotatus är en skalbaggsart som beskrevs av Champion 1923. Limnichus subnotatus ingår i släktet Limnichus och familjen lerstrandbaggar. Inga underarter finns listade i Catalogue of Life.